# Cynet
Cynet és una empresa estatunidenca de ciberseguretat que combina tecnologies clau de seguretat informàtica i digital per ajudar les organitzacions a detectar forats de seguretat, intel·ligència sobre amenaces i a gestionar la seguretat dels endpoints, usuaris, xarxes, arxius, així com les aplicacions tant on-prem com al núvol i el correu electrònic. Es va fundar el 2015 a Tel-Aviv i té la seu a Boston.

## Història
Eyal Gruner i Netanel Amar són els cofundadors de Cynet. El 2015, un equip d'investigadors de Cynet i BugSec va descobrir vulnerabilitats en tallafocs de nova generació. El 2016, van descobrir un greu problema de seguretat als telèfons intel·ligents LG G3, que deixava milions de dispositius en risc.
El juny de 2018, Cynet va rebre 13 milions de dòlars estatunidencs per part del grup inversor Ibex Investors, Norwest Venture Partners i Shlomo Kramer. El març de 2021, Cynet va recaptar 40 milions de dòlars per a finançar la primera plataforma de detecció i resposta autònoma del món (XDR) mitjançant una ronda de finançament de la Sèrie C.
Cynet All-in-one és una plataforma per a la resposta d'incidents que simplifica la protecció contra tot tipus d'atacs cibernètics. Aquesta solució integral de Cynet utilitza intel·ligència artificial, aprenentatge automàtic i automatització per tal de gestionar vulnerabilitats i intel·ligència sobre amenaces, analitzar el comportament dels usuaris i oferir protecció de tota la infraestructura tecnològica de l'empresa dins d'un sistema centralitzat i unificat. Admet desplegaments SaaS, IaaS, on-prem i híbrids.
A les avaluacions de MITRE Engenuity ATT&CK del 2023, Cynet va obtenir un 100% en detecció, visibilitat i cobertura analítica.